# Jens Smærup Sørensen
Jens Smærup Sørensen (født 30. maj 1946 i Staun ved Nibe) er en dansk forfatter og cand.phil. i dansk.
Jens Smærup Sørensen fik sit folkelige gennembrud med Mærkedage, der udkom i 2007 og nåede et samlet oplag på 100.000 eksemplarer. I Mærkedage holder bondefamilierne Godiksen og Lundbæk til i forfatterens fødeby, Staun. De og deres medlemmer i fire generationer bliver symboler på bondekulturens ophør og de moderne samfunds indtog: Sønner vil ikke overtage gårdene, og børnebørnene har ingen rødder i det lille samfund, men søger ud mod verden som akademikere og forretningsfolk. Globaliseringen når det lille samfund.
Forfatterskabet kredser ofte om de enkeltes bevidsthed, og om hvordan katastrofesituationer påvirker dem. Tematikken er fortabelse og frigørelse og en søgen efter det evigt menneskelige, der ligger gemt bag hverdagens mangfoldighed af individer og situationer.
Et eksempel på det er romanen Katastrofe (1989), der handler om en kvinde, som betragter et billede af sig selv fra en EU-demonstration fjorten år tidligere. Hun er ikke længere i kontakt med de andre fra det, der lignede et fællesskab. Jens Smærup Sørensen fortæller om de andre fra den gamle gruppe: overlægen, politikeren, pædagogen, vindmøllefabrikanten, damebladsredaktøren, adjunkten, embedsmanden, bistandsmodtageren og producerassistenten. De følges hver især den samme dag.
Jens Smærup Sørensen har siddet i Kunstfondens litterære tremands-udvalg, været husdramatiker ved Aarhus Teater og er medlem af Det Danske Akademi. Han har boet et lille årti i Luxembourg, men bor nu på Mors.

## Udgivelser
- Udvikling til fremtiden (digte, 1971)
- At ende som eneboer (roman, 1972)
- Gøremål (tekster, 1973)
- Tydelig (tekst, 1974)
- Byggeri (roman, 1975)
- 13 stykker af en drøm (noveller, 1976)

- Skoven nu (roman, 1978)
- Mit danske kød (roman, 1981)
- En musikers bestemmelse (roman, 1982, 2. udg. 1993)
- Nytår (børnebog, 1982)
- En virkelig historie (børnebog, 1984)
- Det menneskelige princip (noveller, 1985)
- Hjælp til Anders (roman for unge, 1985)
- Svineavl (radiospil, 1985)
- Resultatet (radiospil, 1985)
- Årstidsbilleder (tekster (med fotografier af Kirsten Klein), 1986)
- Lyset over Skagen (filmmanuskript (med Franz Ernst), 1986)
- Katastrofe (roman, 1989)
- Breve (noveller, 1992)
- Kulturlandsbyen (roman, 1996)
- Af ord (noveller, 1999)
- Det eftersøgte barn (skuespil, 2001)
- Farer på skolevejen (børnebog, 2001)
- Der fortælles om dette sted (tekster (med fotografier af Kirsten Klein), 2001)
- Sommerfest under jorden (skuespil, 2002)
- Noveller (udvalgte noveller, 2002)
- Et ansigt og en brækket arm (børnebog, 2002)
- Jern. Morsø Jernstøberi A/S 1953-2003 (fortællinger, 2003)
- Grisen, hesten, hunden og hende (børnebog, 2003)
- Astrid (roman, 2004)
- Lokale historier (samlet udgave af Der fortælles om dette sted og Jern, 2005)
- Mærkedage (roman/historier, 2007)
- PHASE (roman, 2010)
- Hjertet slår og slår (roman, 2012)
- Feriebørn (roman, 2015)
- Hendes nye dag (3 noveller, 2016)
- Refleksioner (2017)
- Jens (en fortælling, 2018)
- Klinten (roman, 2020)
- For evigt i tiden (roman, 2023)
- Toppen af Danmark : litteraturen i Nordjylland, Nordjylland i litteraturen (litteraturhistorie, 2024)

## Priser og hædersbevisninger
- Otto Gelstedprisen, 1972
- Henrik Pontoppidans Mindefond, 1983
- Kritikerprisen, 1989 (for Katastrofe)
- Det Danske Akademis Store Pris, 1990
- Otto Benzons Forfatterlegat, 1993
- Adam Oehlenschläger Legatet, 1996
- Jeanne og Henri Nathansens Mindelegat, 1998
- Leo Estvads Legat, 2001
- Albert Dams mindelegat, 2003
- Holger Drachmann-legatet, 2005
- Boghandlernes Gyldne Laurbær, 2008
- Weekendavisens Litteraturpris, 2008
- DRs Romanpris, 2008
- Ridderkorset af Dannebrogordenen, 2010
- Søren Gyldendal-prisen, 2013
- Aakjærprisen, 2016
- Montanas Litteraturpris, 2023

## Reference
1. ↑  Et bevægende og smukt faderopgør | Information
2. ↑  "Det Danske Akademi · Medlemmer". Arkiveret fra originalen 28. september 2020. Hentet 11. januar 2013.
3. ↑  "Jens Smærup Sørensen | Litteratursiden". Arkiveret fra originalen 10. oktober 2017. Hentet 11. januar 2013.